# Jotnisk
Jotnisk är beteckning i norra och nordöstra Europa för en grupp prekambriska sedimentära bergarter. De flesta jotniska bergarter bildades under mesoproterozoikum, även om vissa kan vara yngre. Bland jotniska sediment är de äldsta kända sediment i Östersjöområdet som inte har varit föremål för metamorfos. Stratigrafiskt sett ligger jotniska sediment över rapakivigraniter och andra magmatiska och metamorfa bergarter och är ofta intruderade av yngre diabasgångar.
Jotniska sediment inkluderar kvartsrik sandsten, siltsten, arkos, lerskiffer och konglomerat. Den karakteristiska röda färgen på jotniska sediment kommer från dess sedimentering på land (d.v.s. icke-marin).